# Barrio Alto Alberdi (Córdoba)
Alto Alberdi es uno de los barrios más importantes, extensos y poblados de la ciudad de Córdoba, República Argentina. Dentro del área urbana de la ciudad, se encuentra situado en la zona intermedia, más precisamente al oeste de Barrio Alberdi, y por lo tanto, a occidente del Centro, conectado con este por la Av. Colón y la Av. Duarte Quirós, que son sus principales arterias y conducen a la zona de countries y a las sierras.
Tiene 30.548 habitantes y abarca un área de 3,81 km², con una densidad de 8.021,89 hab./km². La población es predominantemente de clase media. En el aspecto edilicio predominan las viviendas de una planta, seguidas por las de dos plantas. No obstante, posee edificios de 23 y 20 pisos que se cuentan entre los diez más elevados de la ciudad, frutos indiscutibles del pujante negocio inmobiliario que actúa en la zona.

## Límites y sectores
Alto Alberdi, de acuerdo a sus límites oficiales, se extiende por el este hasta las calles Pedro Zanni, Pedro Goyena, Vieytes, Santa Ana, Río Negro; por el sur hasta Peredo, Almirante Brown y San Luis; por el oeste llega hasta Maestro Vidal, Santa Ana, Comechingones, Concejal Peñaloza, Duarte Quirós, Félix Paz, Azpeitía, Diego Cala, Duarte Quirós, Candiotti, Aldao, Av. Colón, Bv. Del Carmen; y por el norte alcanza la Av. Costanera o Intendente Mestre (s) y calle Doce de Octubre.
De este territorio, el núcleo y sector más característico, que podría denominarse Alto Alberdi Norte, es el comprendido entre las calles Pedro Goyena – Pedro Zanni al este y Bv. Piñeyro – Bv. Zipoli al oeste, Doce de Octubre al norte y Av. Duarte Quirós al sur, el cual constituye un cuadrado de 11 x 11 manzanas, las que tienen la misma orientación, tamaño y trazado en damero que las del Centro y Alberdi. Las calles con sentido estesureste a oesnoroeste son prolongación de las del área central, y se extienden entre las alturas 2300 al 3300. El barrio abarca además un sector de ancho variable (200 a 400 m) en el área colinosa que está más al oeste (lindante con los barrios Villa Siburu y San Salvador). Por otra parte, el sector comprendido al norte de calle Doce de Octubre, entre el río Suquía y Av. Octavio Pinto, se lo conoce oficialmente como barrio Marechal, aunque popularmente es más nombrado como Alberdi, por lo que podría adscribírselo a Alto Alberdi.
Asimismo, Alto Alberdi comprende otro sector, aproximadamente de la misma extensión, aunque de trazado y damero más irregular, con parcelas por lo general más pequeñas, que se extiende al sur de la Av. Duarte Quirós, hasta la calle Peredo, y desde calle Río Negro al este hasta Maestro Vidal al oeste. Debería ser llamado Alto Alberdi Sur. Este territorio incluye pequeños barrios o sectores que de acuerdo a los límites oficiales, son considerados aparte, aunque a los fines prácticos y de acuerdo a los usos populares, se los considera como parte del barrio. Estos son: Obrero (entre Duarte Quirós al norte, Santa Ana al sur, Sol de Mayo al este y Vieytes al oeste), Caseros (entre Duarte Quirós al norte, Santa Ana al sur, Río Negro al este y Sol de Mayo al oeste), Roque Sáenz Peña o Comandante Espora (entre San Luis al norte, Brown al este, Peredo al Sur y Maestro Vidal al oeste); Tranviarios (situado más al oeste de calle Maestro Vidal). Además incluye el sector que se suele denominar Santa Ana – tal es el nombre que recibió el circuito electoral –, una urbanización reciente como Quintas del Mirador y una urbanización en altura: Torres del Solar.
Administrativamente, Alto Alberdi pertenece al Centro de Participación Comunal (CPC) Zona N.º 4 – Colón, que abarca la zona oeste de la ciudad, y del cual es el barrio más importante. Sin embargo, la sede de este CPC se construyó dos kilómetros más al oeste, para que sirviera preferentemente a los barrios más alejados del área central.
A los fines electorales, integra el circuito Seccional Undécima, abarcando parcialmente los subcircuitos 11 A “Alto Alberdi” y 11 J “Santa Ana”, los cuales grosso modo corresponderían a las parte norte y sur del barrio, pero cuyos límites no son estrictamente coincidentes con este.
En la división administrativa policial, integra fundamentalmente el distrito I, junto con el Centro y Barrio Alberdi; tiene la sede de la Comisaría 11 (que ha vuelto a llamarse así, luego de que en los años 1990 se la denominó “precinto 3”); mientras que una parte del suroeste del barrio pertenece a la comisaría 2.ª (Av Duarte Quirós 3242, en el barrio) y a la Comisaría 19 (G. Gilardi 1451), ambas del distrito II. En cuanto al mapa judicial, es sede de la Unidad Judicial 20, que funciona en la mencionada Comisaría 11.

## Toponimia
Desde la época colonial española, este territorio, poblado por una comunidad indígena, se conocía como Pueblo La Toma, debido a las obras de captación y conducción de las aguas del río Primero o Suquía para el servicio de la aldea fundada por Jerónimo Luis de Cabrera. Aún hoy en día, esa denominación persiste en los registros catastrales. El nombre actual se adoptó para el Centenario (aniversario de la Revolución de mayo de 1810) y es un homenaje al escritor, sociólogo, jurista y político tucumano Juan Bautista Alberdi (1810 -1884). Lo de Alto le viene por encontrarse más elevado que el Alberdi propiamente dicho.

## Historia
La ciudad de Córdoba fue fundada en el año 1573 y al año siguiente se decidió su traslado a la margen derecha o sur del río. En los primeros años de vida de la aldea cordobesa, el abastecimiento de agua se realizaba desde el arroyo La Cañada, que la bordeaba por el oeste, pero tratándose este de un cauce de caudal muy irregular, se decidió utilizar las del río Suquía, captándolas (“la toma”) aguas arriba del poblado y construir una acequia, obra que estuvo a cargo de Pedro de Soria con la participación de 3.300 indios y que fue habilitada en 1582.
El curso de agua comenzaba en las inmediaciones del actual Puente Turín, corría paralelamente al río hasta las proximidades del actual Puente Zipoli, y continuaba en diagonal atravesando el actual barrio hasta la actual calle Duarte Quirós, hasta el estanque que se encontraba donde luego sería el paseo Sobremonte.
Existen referencias históricas que dan cuenta del funcionamiento deficiente y discontinuo de la acequia, y de los problemas con los indígenas, los que eran maltratados y recibían una exigua paga por sus servicios. Así en 1616 se construyeron alcantarillas y compuertas en la acequia. Y en los años 1620, 1628 y 1632 se realizaron distintas obras de reparación y mantenimiento. En 1647 se realiza un Cabildo Abierto para decidir obras de toma en la acequia.
En 1659 se introdujeron indios pampas, sin sus mujeres, para mejorar el servicio de la acequia y en septiembre de 1670, con el mismo fin, se trajo a indios quilmes y sumerios vencidos en las guerras Muñoz Viltees, los que fueron instalados en terrenos pertenecientes a la chacra de Santa Ana, cedidos a la ciudad por la Compañía de Jesús, solares que limitaban al norte con el río Suquía, al este con la hoy calle Ing. López y su proyección hasta la Av. Fuerza Aérea; al sur por la ruta 20 hasta la Escuela de Aviación; y al oeste por una arco desde El Tropezón hasta el río.
Para esa época comenzó a denominarse Pueblito de La Toma al asentamiento indígena, que tuvo unos doscientos años de existencia pacífica entre los bosques de la región, hasta que se vio afectado por el crecimiento de la ciudad y el avance de las chacras agrícolas hacia el oeste, ya que en 1831 se decidió construir una capilla en el Pueblito, en 1837 se dispuso la venta de tierras de las antiguas comunidades indígenas, se ordenó la construcción de un cementerio en las afueras del caso urbano, medida que se concretó en 1843 en que se inauguró el cementerio de San Jerónimo, destinándose la parte sur del mismo a los llamados “disidentes religiosos”, que venían a ser las personas que no profesaban la religión católica.
A partir de entonces, la capilla y el cementerio funcionaron como núcleos aglutinadores, atrayendo a nuevos habitantes que, mezclados con los primitivos pobladores, fueron formando un nuevo vecindario, de población obrera.
El barrio se consolidó a fines de la década de 1930, en la que ya contaba con pavimento, alumbrado público y servicio de colectivos que lo unían a la ciudad. Se registran para esa época hitos importantes, como la creación en 1918 de la Biblioteca Alberdi y la inauguración en 1938 de la Plaza “Jerónimo del Barco”.

## Geografía
Alto Alberdi se extiende al sur del Río Suquía, con alturas sobre el nivel del mar variables entre los 390 y 450 m s. n. m.
Las principales vías de comunicación son las avenidas Colón, Duarte Quirós, Santa Ana y Pueyrredón, de sentido aproximado este – oeste; Río Negro, Sol de Mayo, Vieytes, Almte. Brown, Maestro Vidal, que corren de norte a sur. También en esa dirección Zanni – Octavio Pinto, Monseñor de Andrea y Bv. Piñeyro – Bv. Zipoli, que conducen a los puentes Tablada y Zipoli, que vinculan el barrio con la zona norte de la ciudad.
Alto Alberdi propiamente dicho abarca 3,81 km², que equivalen a sólo el 0,66% del ejido municipal (576 km²), pero representan en 8,3% de la superficie edificada de la ciudad. Si se incluye los barrios anexos Marechal, Obrero, Caseros, Cmte Espora y Tranviarios, la extensión es de 5,14 km².
De acuerdo a los últimos datos disponibles (del año 2004), Alto Alberdi tiene 332 manzanas, siendo el 2.º barrio en tal sentido, luego de Alta Córdoba con 362; la ciudad entera tiene 15.844 manzanas. A su vez estas manzanas están divididas en 10.425 parcelas (el 3,19% del total de parcelas de la ciudad, que son 326.632), lo aventajan el Centro con 36.524; Nueva Córdoba 26.392; Alberdi 23.404; y Alta Córdoba 13.283. El barrio está edificado en un 93%, ya que hay 9.733 parcelas construidas y sólo 692 parcelas baldías. La superficie total de parcelas es de 2.596.971 m² (es el 4.º, superado por Argüello, Los Boulevares y Alta Córdoba).
Se encontraban declarados, en el año 2004, 1.467.768 m² construidos (ocupando Alto Alberdi el 5.º lugar, luego del Centro 4.440.926; Alberdi 2.438.868; Nueva Córdoba, 2.417.482; Alta Córdoba 2.334.946). El desarrollo vertical era entonces escaso, puesto que se contaban 420 parcelas con PH (propiedad horizontal) (4,02% del total de parcelas del barrio) y 1.697 PH (7.º luego del Centro 33.540; Nueva Cba. 24.746; Alberdi 18.995; Alta Cba., 4.193; Güemes 3.576; Gral Paz 2008).
La población censada en 2001 fue de 30.584 habitantes, el 2,38% del total de la ciudad, no obstante, debido a que la urbe tiene gran cantidad de barrios de reducidas dimensiones y población, Alto Alberdi es el 3.º en orden a su cantidad de pobladores, luego de Alta Córdoba con 34.828 y de Alberdi con 31.594. Si se incluyen los barrios anexos antes mencionados (Marechal, Obrero, Caseros, Cmte Espora y Tranviarios), suma 43.055 habitantes.
Como en toda la zona céntrica e intermedia de la ciudad, se acentúa el bajo Índice de masculinidad, ya que hay 16.306 mujeres y 14.278 varones, dando una relación de 93,36, menor al índice de masculinidad de toda la ciudad, que era de 95,56. 
En el período intercensal 1991-2001, la población del barrio descendió un 12,66%, fenómeno que se advierte en toda la zona céntrica e intermedia de la ciudad, en una proporción similar, ya que la urbe ha crecido sólo en su zona periférica. La densidad de población es mediana, era en 2001 de 8.021,89 h/km².
Se registraron 10 741 hogares, de los cuales 9019 eran particulares y 1721 colectivos. Representa el 2,98 % del total de hogares de la ciudad, que son 359 530.-
Las cifras del censo de población de 2001 indican una población con NBI (“necesidades básicas insatisfechas”) de 2395 (el 7,83 % del total de la población barrial). Hay que destacar que en esa condición se encontraba el 12,2% de la población total de la ciudad, y el 13,0% de la población total de la provincia, por lo que los guarismos de Barrio Alto Alberdi son bastantes más favorables que los promedios generales. Asimismo, la Población con cobertura social (afiliación a una “obra social”) ascendía a 18.787, por lo tanto, el 38,57% de la población barrial carece de dicha cobertura.

## Actividad económica
Los datos obrantes en el municipio registran 2.715 empresas en barrio Alto Alberdi, por lo que es el 4.º, después del Centro con 13.663; Alta Córdoba, 2.848 y Nueva Córdoba, 2.775. Predominan las actividades comerciales, ya que de aquel total, 1.558 son comercios, en ese indicador es el 2.º sector de la ciudad, después del Centro con 6.874. Además, hay 904 empresas de servicios (es el 5.º, luego de Centro 6.059; Nueva Córdoba 1.438; Alberdi 1.223; Alta Córdoba 1.063), 8 de actividad primaria y 242 de industria (es el 3.º, luego del Centro 640; Alta Córdoba 308). De las empresas industriales, hay 62 pertenecen al sector Alimentos y Bebidas; 55 a Construcciones; 37 al Metalmecánica; 13 de Madera y Muebles; 6 de Indumentaria y Calzado; 1 a Química; y 68 a Otras Industrias.
Las cifras censales de 2001 indican que la población mayor de 14 años era de 23.984 habitantes, la PEA (población económicamente activa) de 14.311 hab.; la Tasa de actividad: 46,79; la cantidad de Ocupados: 10.934; la Tasa de ocupación: 76,4, y la Desocupación 23,6.

## Infraestructura de servicios
Barrio Alto Alberdi cuenta con servicios de agua corriente, cloacas, barrido de calles, recolección de residuos, mantenimiento de espacios verdes, transporte colectivo de pasajeros, provisión de energía eléctrica, gas natural, teléfono, televisión por cable (en el barrio se halla la sede de dos de las empresas privadas que brindan este servicio en la ciudad), Internet por banda ancha.
En el sector noreste del barrio se halla emplazado el cementerio de San Jerónimo, que es de la municipalidad. El principal espacio verde es la plaza Jerónimo del Barco, ubicada en el corazón del barrio, sobre Av. Colón al 2700.

## Instituciones vecinales
Existen dos: el Centro Vecinal “Cayetano Silva”, correspondiente a la parte norte del barrio, en actividad y el Centro Vecinal “Roque Sáenz Peña”, perteneciente a la parte sur, que se encuentra sobre calle Espora.

## Instituciones educativas
- Escuela Dr. Dalmacio Vélez Sársfield (Av. Colón 2295)
- Escuela José María Paz (Av Colón 2772)
- Escuela Roma (Echeverría 306) e IPEM N.º 10 Roma
- Escuela Blas Parera (Mons de Andrea 1044)
- Escuela Ejército Argentino (Pje La Rioja 3453)
- Escuela República de México (Río Negro 486)
- Instituto Privado de Acción Social (Guillermo Reyna 2638)
- Instituto Superior de Lenguas y Culturas Aborígenes (Enfermera Clermont 130)
- Colegios religiosos católicos:
  - Colegio Luterano Concordia - Alto Alberdi - Córdoba (Santa Ana entre Ocaña y Sol de Mayo).
  - Instituto San José, del Movimiento de la Palabra de Dios. Niveles EGB 1 y 2, 3, polimodal (CE).

- - Instituto parroquial San José - EGB 1 y 2, 3, polimodal (CE), superior (Vélez)

## Comunidad Aborigen
La Comunidad Aborigen Comechingona del Pueblo de La Toma, en busca de mantener vivo los orígenes de sus ancestros y gracias al apoyo del Centro de Investigaciones del Instituto de Culturas Aborígenes, los descendientes de las familias originarias se reagrupan a finales de 2007.

## Bibliotecas
- Alberdi (9 de julio de 2701)
- Biblioteca Popular 26 de junio (Orgaz esquina Rioja estadio Julio César Villagra)

## Periódicos
- Diario Comercio y Justicia (Félix Paz 310)

## Salud
- Centro de salud municipal n.º 9 (Dr Pedro Chutro 169)
- Centro de salud municipal n.º 22 Alberdi Sur (J Gabino Blanco 2229)

## Esparcimiento, recreación, instituciones deportivas
- Club Universitario, más conocido como "La U" fue fundado el 08/04/1907, cuyo estadio “Arq. Adolfo Vanni” fue construido en 1951, en su sede de Vieytes 550, en el predio conocido como “La Lomita”.
- Club Obrero
- Club La Toma
- Federación Cordobesa de Voleibol (Comechingones 554)
- Federación Cordobesa de Karate (9 de julio de 2289)
- Club Andino Córdoba (27 de abril de 2050)
- Asociación Arqueros Córdoba (W Tejerina 2435)

## Instituciones religiosas

### Católicas
El barrio Alto Alberdi pertenece a los Decanatos 6 y 5 de la Iglesia católica. La parte noreste pertenece a la parroquia San Jerónimo, que es la más antigua del sector, pues fue erigida el 6 de noviembre de 1900, desmembrada de la catedral (en el centro). Tiene su sede en barrio Alberdi (La Rioja 2115), pero abarca algunas capillas y dependencias en el barrio, como la del cementerio.
La parroquia San José fue erigida el 15 de marzo de 1945, como un desprendimiento de la San Jerónimo. En ella inició su tarea pastoral Enrique Angelelli en los años 1950. La parroquia tuvo jurisdicción sobre un territorio muy amplio de la Seccional Undécima y de ella se desprendieron las parroquias de Villa Belgrano (en 1953), Los Naranjos (1957), Matienzo (1959), Los Plátanos (1972), Las Palmas (1976), Don Bosco (1979) y Villa Siburu (1993).
Por último, en el sector sudeste del barrio se creó la parroquia del Corazón Eucarístico de Jesús (Ing. López 950), con templo en calle Fructuoso Rivera 1915, erigida en fecha 2 de junio de 1991.

### Otros cultos
- Adventista (W Tejerina 2430)
- Fe Baha’í (La Rioja 2785)
- Sōka Gakkai Internacional (Mariano Castex 126)
- Capilla Santa Ana (El Recodo y Bv. Quinta Santa Ana)
- Iglesia Evangélica Luterana (perteneciente a la Iglesia Evangélica Luterana Argentina IELA, con cede en Buenos Aires), en la calle Sol de Mayo 883.